# Paço do Lumiar
Paço do Lumiar, amtlich portugiesisch Município de Paço do Lumiar, ist eine Stadt im brasilianischen Bundesstaat Maranhão auf der Insel Upaon-Açu im Golf von Maranhão im Südatlantik. Bei der Volkszählung 2010 hatte sie 105.121 Einwohner, zum 1. Juli 2021 wurde die Bevölkerungszahl auf 125.265 Einwohner geschätzt, die auf einer Gemeindefläche von rund 126,8 km² leben und Luminenser (luminenses) genannt werden. Die Bevölkerungsdichte liegt bei 886 Personen pro km². Die ebenfalls auf der Insel liegende Hauptstadt São Luís ist 26 km entfernt. Mit acht weiteren Gemeinden ist sie Teil der Metropolregion São Luís, auch Grande São Luís genannt.

## Geschichte
Am 22. Mai 1625 gelangte der Gouverneur von Maranhão, Francisco Coelho de Carvalho, in der Hauptstadt an. Dem Jesuiten Luís Figueira gehörte bereits ein urkundlich geschenktes Landgebiet namens Anindiba. Durch königliche Charta vom 11. Juni 1761 genehmigt, was als Gründungsjahr gilt, erhob Gouverneur Joaquim de Melo e Póvoas im folgenden Jahr die Inselsiedlung zu einem Vila unter dem Namen Paço do Lumiar. Benannt ist der Ort nach der portugiesischen Freguesia Lumiar.
Im 20. Jahrhundert war Paço do Lumiar zunächst ein Distrikt der Hauptstadt São Luís, gelangte dann als dortiger Distrikt zum Munizip São José de Ribamar. Durch das Gesetz Lei n° 1890 vom 7. Dezember 1959 erhielt die sich entwickelte Stadt Stadtrechte und wurde aus São José de Ribamar ausgegliedert. Die tatsächliche Emanzipation fand jedoch erst am mit Beginn der Amtszeit des ernannten Stadtpräfekten Pedro Ferreira da Cruz am 14. Januar 1961 statt.

## Geographie
Umliegende Gemeinden sind São José de Ribamar und Raposa, an Fließgewässern gibt es den Rio Paciência.

## Klima
Die Gemeinde hat tropisches Klima, Aw nach der Klimaklassifikation nach Köppen und Geiger. Die Durchschnittstemperatur ist 26,8 °C. Die durchschnittliche Niederschlagsmenge liegt bei 1812 mm im Jahr. Der Südsommer in Paço do Lumiar ist niederschlagsreicher als der Südwinter.
|                   | Jan  | Feb  | Mär  | Apr  | Mai  | Jun  | Jul  | Aug  | Sep  | Okt  | Nov  | Dez  |   |      |
| Temperatur (°C)   | 26,4 | 26,2 | 26,4 | 26,5 | 26,6 | 26,4 | 26,8 | 27,2 | 27,5 | 27,7 | 27,2 | 27,0 | Ø | 26,8 |
| Niederschlag (mm) | 182  | 261  | 353  | 375  | 268  | 144  | 104  | 30   | 11   | 6    | 11   | 67   | Σ | 1812 |

## Kommunalverwaltung
Die Exekutive liegt bei dem Stadtpräfekten (Bürgermeister). Bei der Kommunalwahl 2016 wurde Domingos Dutra von der kommunistischen PCdoB zum Stadtpräfekten für die Amtszeit von 2017 bis 2020 gewählt. Er wurde bei der Kommunalwahl 2020 durch die Stadtpräfektin Paula Azevedo (Maria Paula Azevedo Desterro), ebenfalls Mitglied des Partido Comunista do Brasil, für die die Amtszeit von 2021 bis 2024 abgelöst.
Die Legislative liegt bei einem 17-köpfigen gewählten Stadtrat, den vereadores der Câmara Municipal.
Mehrere ehemalige Bürgermeister wurden der Korruption, Urkundenfälschung oder Veruntreuung angeklagt und zu Haftstrafen verurteilt, darunter Bia Venâncio und Gilberto Aroso.
| Nr. | Präfekt                    | Amtszeit        | Anm.                |
| --- | -------------------------- | --------------- | ------------------- |
| 1   | Pedro Ferreira da Cruz     | 1961–1963       | ernannt             |
| 2   | Vicente Ferreira Maia Neto | 1963–1969       | gewählt             |
| 3   | Olavo Silveira de Melo     | 1969–1973       | gewählt             |
| 4   | José Raimundo Gomes        | 1973–1977       | gewählt             |
| 5   | Benjamin Peixoto           | 1977–1978       | gewählt             |
| 6   | João Brito                 | 1978–1983       | nachgerückt         |
| 7   | Joaquim Aroso              | 1983–1989       | gewählt             |
| 8   | Alfredo Silva              | 1989–1993       | gewählt             |
| 9   | Wanderley Ribeiro          | 1993–1997       | gewählt             |
| 10  | Amadeu Aroso               | 1997–2001       | gewählt             |
| 11  | Mábenes Fonseca            | 2001–2003       | gewählt             |
| 12  | Gilberto Aroso             | 2003–2009       | gewählt             |
| 13  | Bia Venâncio               | 2009–2012       | nicht wiederwählbar |
| 14  | Raimundo Filho             | 2012–2013       | nachgerückt         |
| 15  | Josemar Sobreiro           | 2013–2017       | gewählt             |
| 16  | Domingos Dutra             | 2017–2020       | gewählt             |
| 17  | Paula Azevedo              | 2021– amtierend | gewählt             |

## Bevölkerungsentwicklung
| Jahr | Einwohner | Stadt  | Land   |
| --- | --------- | ------ | ------ |
| 1991 | 45.456    | 1.147  | 44.309 |
| 2000 | 76.950    | 1.188  | 75.762 |
| 2010 | 105.121   | 78.811 | 26.310 |
| 2021 | 125.265   | ?      | ?      |
| Die zur Anzeige dieser Grafik verwendete Erweiterung wurde dauerhaft deaktiviert. Wir arbeiten aktuell daran, diese und weitere betroffene Grafiken auf ein neues Format umzustellen. (Mehr dazu) |           |        |        |

Quelle: IBGE (2011) Zwischen 2000 und 2010 fand ein Paradigmenwechsel statt, wie ländlicher und städtischer Bereich auf dem begrenzten Inselgebiet abgrenzbar sind, ab 2010 galt der Großteil der Gemeinde als urban.

## Durchschnittseinkommen und Lebensstandard
Das monatliche Durchschnittseinkommen betrug 2017 den Faktor 1,7 des brasilianischen Mindestlohns (Salário mínimo) von R$ 880,00 (Einkommen umgerechnet für 2019: rund 338 € monatlich). Der Index der menschlichen Entwicklung (HDI) ist mit 0,724 für 2010 als hoch liegend eingestuft. 2017 waren 7986 Personen oder 6,5 % der Bevölkerung als fest im Arbeitsverhältnis stehend gemeldet, 42,3 % der Bevölkerung hatten 2010 ein Einkommen von der Hälfte des Minimallohns. 13.178 Familien erhielten im Oktober 2019 Unterstützung durch das Sozialprogramm Bolsa Família.
Das Bruttosozialprodukt pro Kopf betrug 2016 6.672 R$, das Bruttosozialprodukt der Gemeinde belief sich auf rund 800.072 Tsd. R$.

## Analphabetenquote
Paço do Lumiar hatte 1991 eine Analphabetenquote von 18,4 % inklusive Grundschulabbrecher, die sich bei der Volkszählung 2010 bereits auf 7,4 % reduziert hatte. Rund 28,6 % der Bevölkerung waren im Volkszählungsjahr 2010 Kinder und Jugendliche bis 15 Jahre.

## Ethnische Zusammensetzung
Ethnische Gruppen nach der statistischen Einteilung des IBGE (Stand 2000 mit 76.188 Einwohnern, Stand 2010 mit 105.121 Einwohnern):
| Gruppe      | Anteil 2000 | Anteil 2010 | Anmerkung                        |
| ----------- | ----------- | ----------- | -------------------------------- |
| Pardos      | 47.882      | ▲ 66.899    | Mischrassige, Mulatten, Mestizen |
| Brancos     | 21.147      | ▲ 25.427    | Weiße, Nachfahren von Europäern  |
| Pretos      | 6.018       | ▲ 11.758    | Schwarze                         |
| Amarelos    | 240         | ▲ 984       | Asiaten                          |
| Indígenas   | 275         | ▼ 52        | indigene Bevölkerung             |
| ohne Angabe | 626         | –           |                                  |

## Söhne und Töchter der Stadt
- Benedito Araújo (* 1963), katholischer Geistlicher, Bischof von Guajará-Mirim